# Acacia heterophylla
Acacia heterophylla là một loài thực vật có hoa trong họ Đậu. Loài này được (Lam.) Willd. miêu tả khoa học đầu tiên.

## Hình ảnh

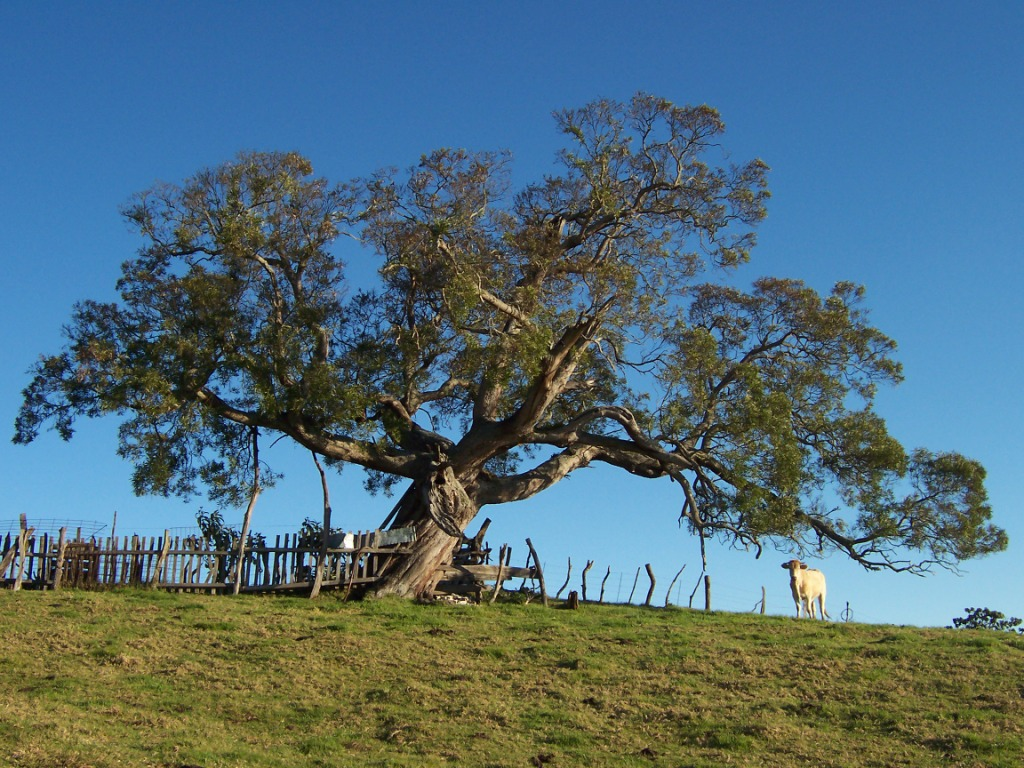
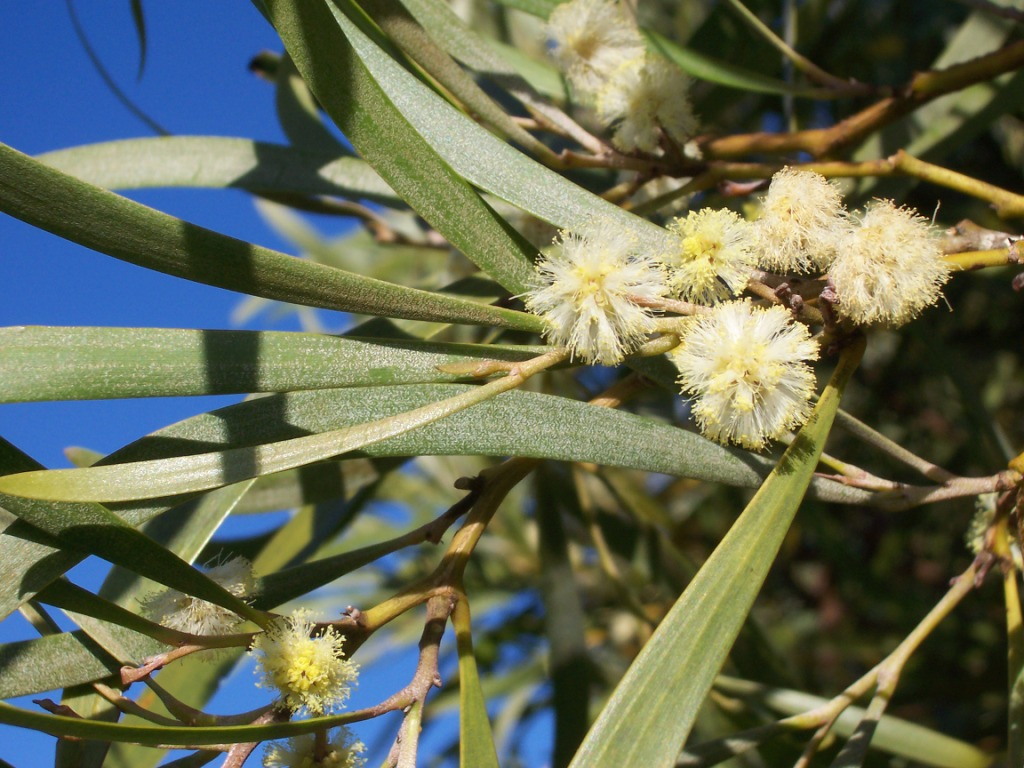
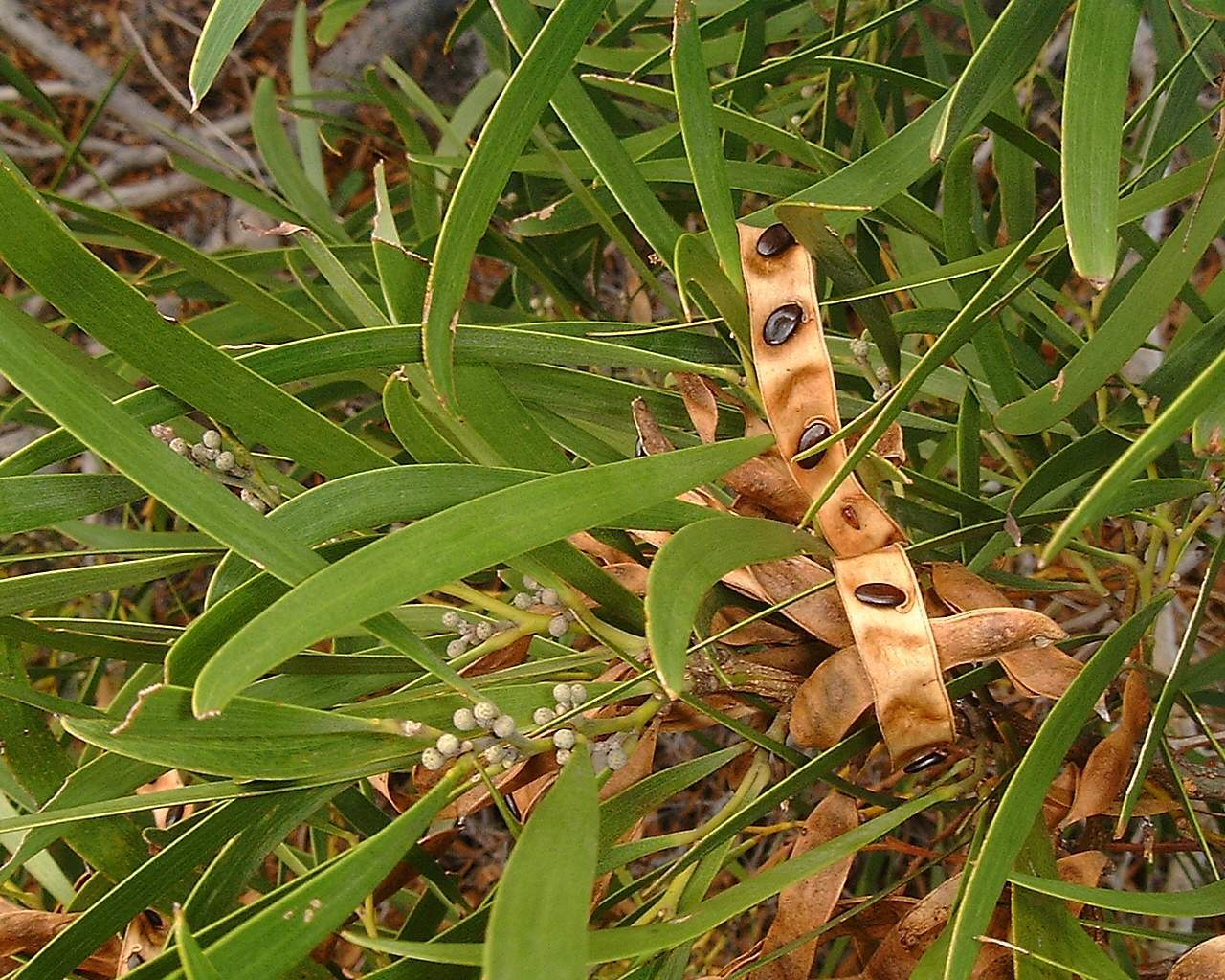
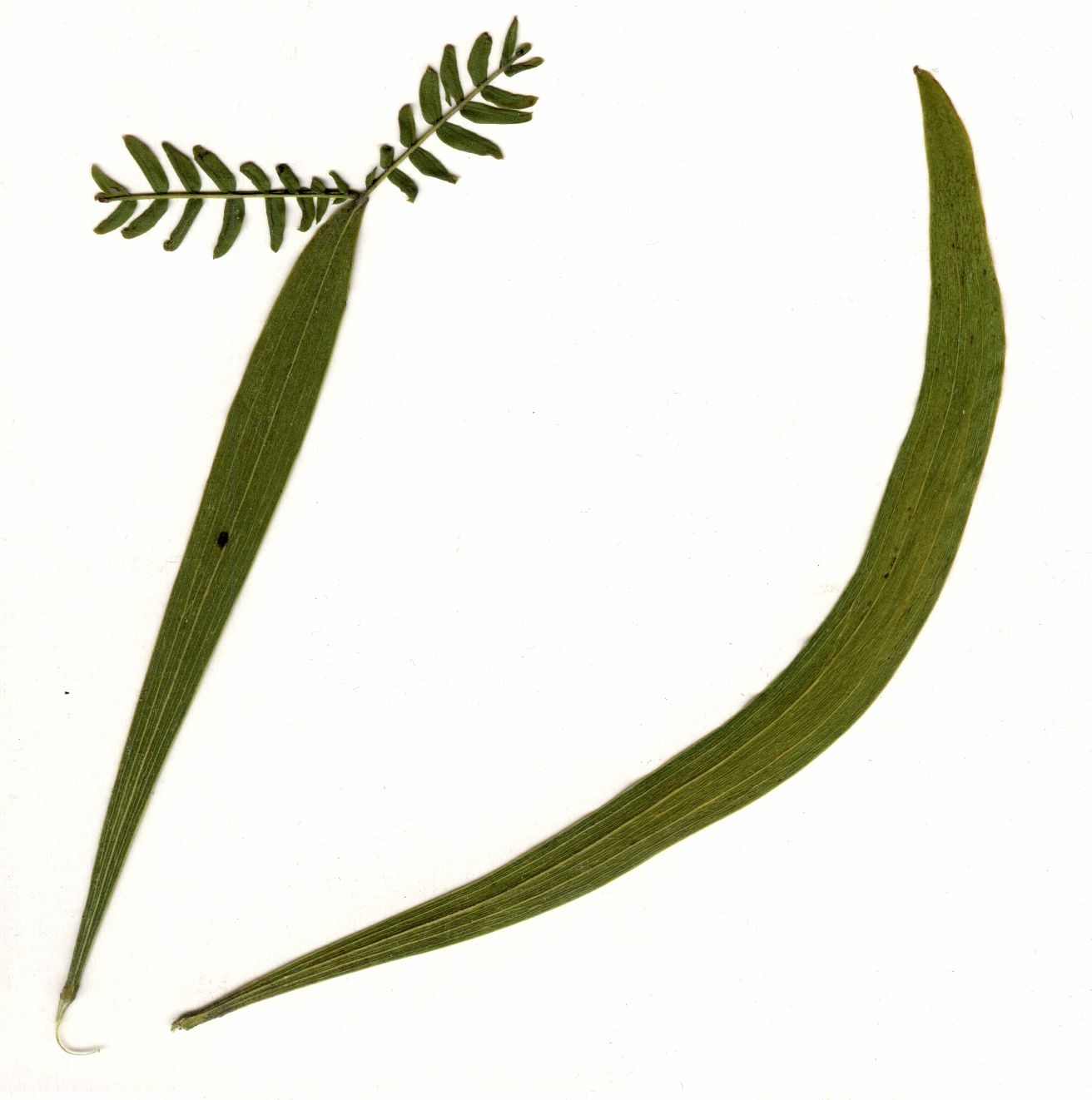